# ノナナール
ノナナール（英: nonanal）は、化学式C9H18Oで表される有機化合物。アルデヒドの一種で、ノニルアルデヒドとも呼ばれる。

## 用途
花や果実の香りの成分であり、香料の原料として用いられる。カリフォルニア大学デービス校の研究チームは、二酸化炭素との相乗効果により蚊を誘引する性質があることを突き止めた.。

## 合成
ノナンの酸化により得られる。

## 安全性
揮発性有機化合物であり、目や皮膚、呼吸器に対する刺激性がある。消防法による第4類危険物 第3石油類に該当する。